# 黑特冤家
《黑特冤家》（英語：The Hating Game，或譯《歡喜冤家》）是一部2021年美國浪漫喜劇電影，2022年2月11日於台灣上映。本片改編自莎莉·索恩的同名小說，由彼得·哈欽斯執導，露西·海爾和奧斯汀·史達威爾領銜主演。2021年12月10日，由垂直娛樂在電影院和VOD上映。這部電影獲得了普遍影評人的正面評價。 

## 劇情大綱
俏皮可愛的助理露西和冰冷高傲的男同事喬許，在各自的出版社公司合併後（凱敏和貝克希合併為貝凱B&G），被迫成為每天面對面的同事。這對歡喜冤家互相鄙視，千方百計讓對方無法得逞，且無時無刻都和對方爭論不休。為了晉升同一個管理職位，兩人的競爭達到了巔峰。他們意識到誰都不願意在對方手下工作，便打賭只要無法晉升職位就必須得辭職。
在一次的電梯爭吵中，喬許對露西說：「你真的這麼討厭我嗎？」說完便吻了對方，於是兩人之間產生了情愫，露西發現自己其實也沒有對喬許那麼恨之入骨，甚至還發現自己漸漸愛上了他。

## 主要角色
- 露西·海爾 飾演 露西·哈頓（Lucy Hutton），凱敏出版社前員工，喬許辦公桌對面的同事。
- 奧斯汀·史達威爾（英语：Austin Stowell） 飾演 約書亞·「喬許」·坦普曼（Joshua "Josh" Templeman），貝克希出版社前員工，露西辦公桌對面的同事。
- 達蒙·道諾（英语：Damon Daunno） 飾演 丹尼（Danny），出版社員工，選擇辭職去創業，喜歡露西。
- 尼古拉斯·巴魯迪 飾演 派崔克·「派特」·坦普曼（Patrick "Pat" Templeman），一名醫生，喬許的弟弟，在露西生病時為他治療。
- 科賓·本森 飾演 理察·貝克希（Richard Bexley），貝克希出版社創始人，貝凱出版社董事之一。
- 沙基納·賈弗里 飾演 海倫（Helene），凱敏出版社前老闆，貝凱出版社董事之一。
- 凱瑟琳·博斯韋爾 飾演 嫚蒂（Mindy），派特的妻子，喬許的前女友。
- 塔尼亞·阿斯內斯 飾演 安娜貝爾（Annabelle），出版社員工。
- 雅莎·傑克遜 飾演 茱莉（Julie），出版社員工，常遲交簡報又找藉口跟露西求情。
- 布洛克·尤里奇 飾演 馬克（Mack），出版社員工。

## 電影製作
這部電影於2019年5月公佈，起初由露西·海爾和羅比·艾梅爾主演。2020年11月10日，艾梅爾因檔期衝突而退出，改由奧斯汀·史達威爾擔任男主角「喬許」。電影於11月21日在紐約市開拍，並於2020年12月23日完成拍攝。 

## 發行
2021年7月，垂直娛樂取得了電影的發行權。 

## 大眾迴響
《黑特冤家》於2021年12月10日在電影院有限上映。它也可以在各種VOD平台上串流播放。爛番茄在2022年2月下旬報告指出，21位專業評論家中有71%的人給予這部電影正面評價，平均評分為 6.6/10。多篇文章也稱讚了兩位主角之間產生的化學反應。

## 外部連結
- 互联网电影数据库（IMDb）上《黑特冤家》的资料（英文）
- Metacritic上《黑特冤家》的資料（英文）
- 豆瓣电影上《黑特冤家》的資料 （简体中文）